# بالونجباني
بالونجباني (بالإنجليزية: Balungpani)‏ هي مدينة من مدن نيبال. يبلغ عدد سكانها 2641 نسمة وذلك حسب إحصائيات سنة 1991.